# عين زبيدة
عين زبيدة هي عين عذبة الماء غزيرة وإحدى روائع أوقاف المسلمين، أمرت بإنشائها الأميرة زبيدة بنت أبي الفضل جعفر بن أبي جعفر المنصور العباسية الهاشمية، زوجة هارون الرشيد وغلب عليها لقبها زبيدة وهي تتبع الهيئة العامة للأوقاف في السعودية.

## عين زبيدة
عين زبيدة قناة مائية قامت بإنشائها زبيدة زوجة هارون الرشيد لسقيا سكان مكة والحجاج في المشاعر المقدسة بعد ما رأت ما يلحق بالحجاج من مشقة في الحصول على المياه؛ حيث أجرت قناة تجلب الماء من عين تقع في أسفل جبل كرا بأعلى وادي النعمان حتى  تصل مياهها إلى أسفل العزيزية مما يلي مكة، وجعلت لهذه العين بركاً وأحواضاً في المشاعر المقدسة.
اعتمد سكان مكة المكرمة وحجاج بيت الله الحرام على ما تجود به الآبار لتوفير احتياجاتهم من الماء، ثم تطورت أساليب توفير المياه، عندما عمل معاوية بن أبي سفيان رضي الله عنه على توفير المياه لمكة لتلبية الطلب المتزايد عليها نتيجة تزايد أعداد الحجاج بالإفادة من مياه العيون الواقعة في حرمها والتي كانت تغذي بعض المزارع في ذلك الوقت، فأجراها لمصلحة عموم المسلمين سنة 60 هـ، ويبدو أنها لم تستمر في عطائها، حيث واجه السكان بعد ذلك صعابا كثيرة بسبب قلة المياه، مما دفع الوليد بن عبدالملك تكليف عامله على مكة بحفر بئر فيها سنة 88 هـ، ثم أمر سليمان بن عبدالملك بإجراء عين الثقبة وإيصالها إلى داخل المسجد الحرام بجوار زمزم سنة 93 هـ.
في العصر العباسي لاحظ هارون الرشيد ( 170 – 193 هـ) انقطاع عيون معاوية بن أبي سفيان رضي الله عنه التي أجراها بمكة فأمر بإحياء بعضها وصرفها في قناة عين يقال لها الرشا ثم أوصل مياه هذه العيون إلى بركة تنسب إليه بالمعلاة، ثم سير منها الماء إلى بركة عند المسجد الحرام، لكن يبدو أن ما قام به هارون الرشيد لم يؤد هدفه واستمرت مشكلة نقص المياه بمكة قائمة تؤرق سكانها وحجاج بيت اللهالحرام.
ولما بلغ السيدة زبيدة بنت جعفر معاناة سكان مكة وحجاج بيت الله الحرام من قلة المياه، أمرت ببناء بركة بمكة وجلبت إليها مياه عين من داخل الحرم إلا أن مياهها كانت قليلة ولم تفي باحتياجات السكان، حينئذ أمرت المهندسين بإجراء عيون الحل إلى مكة على الرغم من أن
الناس في ذلك الوقت قالوا لها أن مياه الحل لا تدخل الحرم، لأنها تمر بمرتفعات وجبال تمنعها، إلا أنها أصرت على عملها وقدمت الكثير من الأموال لتحقيق هدفها، وقد أجرت زبيدة المياه من مصدرين هما عين حنين وعين عرفة وذلك سنة 194 هـ،
فلابد لكل زائر لمكة المكرمة الصاعد إلى الطائف أو النازل منها، من أن يشاهد على سفوح الجبال بقايا بناء قناة «زبيدة» الأسطورية التي نفّذتها السيدة زبيدة بعد حجها عام 186هـ؛ فقد أدركت زبيدة في أثناء حجّها مدى الصعوبات التي تواجه الحجاج خلال طريقهم إلى مكة من نقص المياه، وما يعانونه من جرّاء حملهم لقرب الماء من تعب وإرهاق، وكان الكثير منهم يموتون جرّاء ذلك.
وبسبب ذلك، قرّرت زبيدة وأمرت بحفر قنوات مائية تتصل بمساقط المطر، فاشترت جميع الأراضي في الوادي، وأبطلت المزارع والنخيل، وأمرت بأن تُشقّ للمياه قناة في الجبال.
وفي أثناء مرور القناة بالجبال، جعلت لها فتحات لأقنية فرعية أقامتها في المواضع التي تكون متوقعة لاجتماع مياه السيول؛ لتكون هذه المياه روافد تزيد في حجم المياه المجرورة إلى مكة المكرمة عبر القناة الرئيسة، ومن هذه الأقنية الفرعية التي خصّصتها للمياه الإضافية السيلية في الطريق: «عين مشاش» و«عين ميمون» و«عين الزعفران» و«عين البرود» و«عين الطارقي» و«عين تقبة» و«الجرنيات»؛ وكل مياه هذه الأقنية الفرعية تصبّ في القناة الرئيسة، وبعضها يزيد سنويًا، وبعضها ينقص بحسب الأمطار الواقعة على نواحيها من وادي نعمان إلى عرفة.
ثم إن السيدة زبيدة أمرت بجرّ «عين وادي نعمان إلى عرفة»، وهي مياه تنبع من ذيل جبل كرا بأرض الطائف أيضًا، وأمرت بجرّ هذه المياه في قناة إلى موضع يُقال له «الأوجر» في وادي نعمان، وفيه إلى أرض عرفة، ثم إنها أمرت أن تُدار القناة على جبل الرحمة محل الموقف الشريف، وأن تجعل منها فروعًا إلى البرك التي في أرض عرفة ليشرب منها الحجاج يوم عرفة، وهيأت الأماكن الخاصة لذلك على شكل حنفيات حجريّة جميلة؛ لكي يشرب الحجاج منها بكل يسر وسهولة، كما بُني في هذه القنوات الملتفّة بجبل الرحمة مجارٍ لتجميع مياه الوضوء وصرفها إلى المزارع المجاورة التي كانت موجودة في السابق.
ثم أمرت أن تمتد القناة من أرض عرفة إلى خلف الجبل، إلى منطقة يسميها أهل مكة، «المظلمة» (وتخترق القنوات خرزات، أو ما يُسمّى حاليًّا بغرف تفتيش بعضها ظاهر على سطح الأرض، ويُسمى بالخرزات الظاهرة، وأخرى مدفونة حُدّد مكانها دون أن تظهر على سطح الأرض، والجدير بالذكر فإن القناة تمرّ بمجرى أحد السيول؛ لذا فقد بُني سدٌّ لحجز تلك السيول، والتحكم في تدفّقها لسقي المزارع الواقعة في أسفله، ولا تزال أجزاء من هذا السدّ باقية حتى الآن ويمكن مشاهدته)، ومن ثمَ تصل إلى «المزدلفة» إلى جبل خلف «منى»، ثم تصبّ في بئر عظيمة مرصوفة بأحجار كبيرة جدًا تُسمّى «بئر زبيدة». ثم يمتدّ هذا المجرى إلى مكة المكرمة مرورًا بمنطقة العزيزية، ثم إلى منطقة الششة، ثم تمرّ بالمعابدة، وتستمر هذه القنوات متجهة نحو مكّة المكرّمة، لكنها تعود لتأخذ مسارها مدفونة على أعماق قريبة من سطح الأرض، حتى تصبّ في بئر عظيمة مطويّة بأحجار كبيرة جدًا تُسمّى أيضًا «بئر زبيدة»، في منطقة تُسمّى اليوم بمحبس الجن، إليها ينتهي امتداد هذه القناة العظيمة (قناة عين زبيدة).
وقد أنفقت زبيدة الكثير من أموالها وجواهرها لتوفر للحجاج المياه العذبة والراحة وتحميهم من كارثة الموت. وبعد أن أمرت خازن أموالها بتكليف أمهر المهندسين والعمال لإنشاء هذه العين؛ أسرّ لها خازن أموالها بعظم التكاليف التي سوف يكلفها هذا المشروع، فقالت له: "اعمل ولو كلفتك ضربة الفأس دينارًا"، وقد بلغ طول هذه العين عشرة أميال تقريبًا، أو ما يعادل ستة عشر كيلو مترًا. وقيل إنه بلغ مجموع ما أنفقته السيدة "زبيدة على هذا المشروع 1,700,000 مثقال من الذهب. أي ما يساوي 5,950 كيلو غرامًا. ولما تمّ عملها اجتمع العمال لديها، وأخرجوا دفاترهم ليؤدوا حساب ما صرفوه، وليبرّئوا ذممهم من أمانة ما تسلموه من خزائن الأموال، وكانت السيدة «زبيدة» في قصر مطلٍّ على دجلة، فأخذت الدفاتر ورمتها في النهر، قائلة: "تركنا الحساب ليوم الحساب؛ فمن بقي عنده شيء من المال فهو له، ومن بقي له شيء عندنا أعطيناه"، وألبستهم الخِلَع والتشاريف.
وقد وصف اليافعي (عين زبيدة) في القرن 8 هـ فقال:
وبفعل العوامل الطبيعية فقد تعرّضت عين زبيدة للانقطاع لقلة الأمطار، وطرأ في بعض الأحوال على قنواتها تخريب من أثر السيول، وتوالي الأزمان، وكان الخلفاء والسلاطين الذين تعاقبوا على الحكم في الأقطار الإسلامية إذا بلغهم ذلك تحرّكت هِمَمهم لإصلاح تلك العين التي تتمتع بتلك الهندسة الزبيدية العباسية.

## عهد السلاطين
لقد قام بإصلاحها منذ إنشائها حتى زمن السلطان سليمان القانوني العديد من الملوك والأمراء. وفي زمن السلطان سليمان انقطعت «عين زبيدة»، وتهدّمت قنواتها، وصار أهل البلاد يستقون من آبار حول مكة يُقال لها «العسيلات»، وأخرى يُقال لها «الجوخى»، وصار الماء غاليًا جدًا.
وكان الحجاج يحملون الماء إلى عرفات من الأمكنة البعيدة، وصار فقراء الحجاج يوم عرفة لا يطلبون شيئًا غير الماء، لعزّته، ولما عُرضت أحوال العين إلى السلطان؛ أمر بالفحص عنها ودراسة كيفية إعادة جريانها؛ فتألفت لجنة من قاضي مكة يومئذ الشيخ "عبد الباقي بن علي الغربي" والأمير "خير الدين خضر" أمير جدة" وغيرهما من الأعيان، فقرّروا أنه يمكن إعادة جريان الماء بكلفة 50,000 ليرة عثمانية ذهبًا؛ ظنًّا من غير تحقيق ولا تقدير لعواقب العمل الكبير.
ولما كانت صاحبة هذه الصدقة الجارية هي السيدة «زبيدة العباسية» فقد رُؤي أن تكون كريمة السلطان هي التي تتولى إصلاحه، وهكذا فقد عيّن الأمير (إبراهيم بن بردى) دار بمصر لإنجاز هذه المهمة، فحضر إلى مكة، وشرع في عمله، واستخدم من العمال أربعمائة مملوك ومعهم ألف آخرون من العمال والبنّائين والمهندسين والحفّارين، وجلب من مصر، والصعيد، ومن الشام وحلب، وإسطنبول، واليمن طوائف بعد طوائف من المهندسين، ومن المختصين بجرّ المياه، وترتيب القنوات، وكثير من الحدادين والحجّارين والبنّائين، والقطّاعين والنجارين.
وكان قد حمل معه من مصر بما لا حصر له من آلات العمارة والنقب والمكاتل، والمساحي، والمجاريف، والحديد، والفولاذ، والنحاس، والرصاص، وكان يظن أنه يستطيع أن يتمّ العمل في عام. ولكنه علم بعد ذلك أن الخطب كبير، والعمل كثير؛ فإنه كان يحتاج لحفر ألفي ذراع بذراع البنائين في الصخر والصلب؛ ليمكن إتمام الإصلاح وإيصال الماء إلى مكة، والحفر المطلوب عميق في الحجر الصوان يصل أحيانًا إلى عمق (50) ذراعًا، ولم يمكنه ترك العمل بعد الشروع فيه حفظًا لناموس السلطنة الشريفة، والمهمة المستحيلة فكان يوقد على الحجر الصوّاني الذي يجب حفره مقدار مائة حمل حطب جزل ليلة كاملة، والنار لا تعمل إلاّ في العلوّ، أما فيما أسفلها فتعمل عملاً يسيرًا لا يزيد على قيراطين اثنين، فيزال هذا القدر المحترق، ثم يُعاد إيقاد الحطب، وهكذا فقد صبر الأمير إبراهيم صبر أيوب، وكلما فرغ المصروف أرسل وطلب مصروفًا آخر، إلى أن أتى على 500,000 ليرة عثمانية ذهبية.
وغرق له في أثناء قيامه بالمهمة مركب فيه ثروته وسائر تجملاته، وقيمتها 100,000 ذهبية، فما تزعزع ولا توانى، ثم مات له طفل وتبعه ولدان، فاحترق للجميع قلبه، ومات أكثر مماليكه كل ذلك وهو يتجلّد ويتجمّل إلى أن وافاه الأجل قبل إنجاز المهمة المستحيلة.
فتولى الأمر من بعده أمير «جدة»، فمات أيضًا دون إنجازه. إلى أن أتمّها القاضي السيد «حسين الحسني»، بعد أن استغرق العمل عشرة أعوام كاملة، وهلك دونه أمراء وخدّام ومماليك، وأُنفقت ثروة طائلة.

## العهد السعودي
وفي العهد السعودي أي في عهد الملك عبد العزيز أُنشئت إدارة خاصة لإدارة العين سُمّيت (عين زبيدة) تشرف إشرافًا كاملاً على العين والآبار الخاصة بها وترميمها. وقد قام الشيخ عبد الله الدهلوي بأمر من الملك عبد العزيز سنة 1346 هـ بعمارة عين زبيدة لعدة سنوات.
ثم بدأ توزيعها في مجارٍ صغيرة إلى أحياء مكة المكرمة، وكانت تُسمّى بالدبول (الدبول جمع دبل، أي مجرى صغير للمياه)، وكانت هنالك أماكن مخصصة تصبّ فيها هذه الدبول تُسمّى بالبازان (البازان هو بئر عميقة تصبّ فيه عين زبيدة يسحب منه السقايا المياه عن طريق الدلو)، ومن ثمَ يقوم السقايا بتوزيعها على البيوت في الحي في أوانٍ خاصة تُسمّى (الزفا) يحملها الرجل على كتفه إلى البيوت.
وهكذا استمرت هذه العين شامخة قوية لأكثر من 1200 سنة إلى عهد قريب، إلى أن استُعيض عنها بمياه البحار الناتجة عن محطات التحلية الضخمة، وذلك بسبب شحّ المياه فيها وتدمير أغلب قنواتها بسبب التطوّر العمراني في مكة المكرمة.
وما زالت الأبحاث والدراسات مستمرة لإنهاض عين زبيدة؛ فــ«دارة الملك عبد العزيز» تنسق في دراساتها مع عدة جهات ذات علاقة بالثروة المائية في منطقة مكة المكرمة، منها مركز المياه ومشروع مياه عين زبيدة، ومصلحة المياه بمكة، ومحطة تحلية المياه بالشعيبة، ومصنع مبرة خادم الحرمين الشريفين؛ وذلك بغرض الحصول على نسخ من الوثائق وكافة المعلومات الخاصة بعين زبيدة ومشروعات ترميمها وصيانتها.